# Pelourinho de Proença-a-Velha

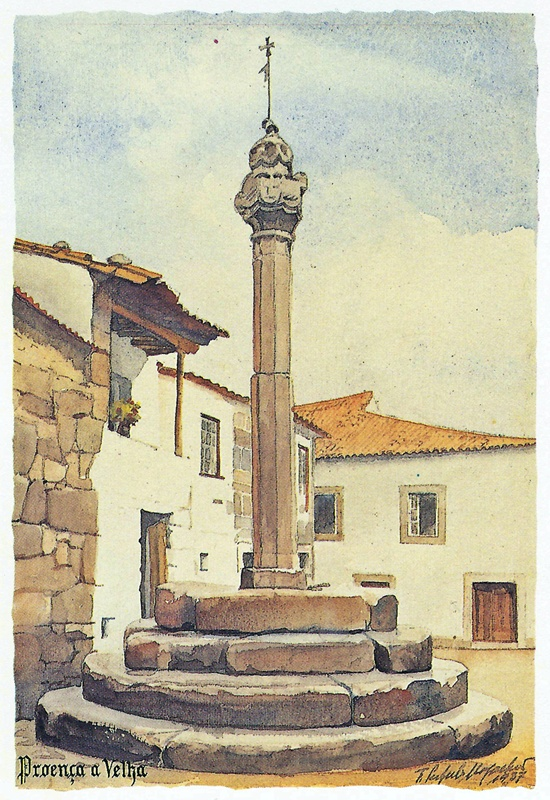
Pelourinho de Proença, aguarela de Perfeito Magalhães.

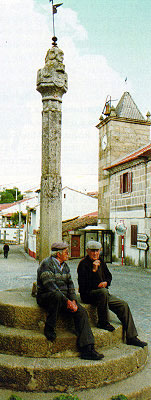
Pelourinho de Proença: ponto de encontro.

O Pelourinho de Proença-a-Velha localiza-se no Largo da Praça, na freguesia e povoação de Proença-a-Velha, no município de Idanha-a-Nova, distrito de Castelo Branco, em Portugal.
Encontra-se classificado como Imóvel de Interesse Público pelo Decreto-Lei nº 23122, de 11 de outubro de 1933.

## História
Terá sido erigido no século XVI, na sequência da concessão do Foral Novo, por Manuel I de Portugal, em 1 de julho de 1510, confirmando a esta antiga vila beirã o estatuto concelhio que lhe havia sido outorgado em 1218, por D. Pedro Alvites, Mestre da Ordem dos Templários, à qual D. Afonso Henriques havia doado toda esta região aquando da Reconquista cristã, para que a defendessem e repovoassem.

## Características
Em pedra de granito, apresenta características do estilo manuelino, com plataforma circular, com 4 degraus, onde ao centro se ergue uma coluna com base, fuste prismático octogonal e capitel heráldico. Este apresenta ornamentação onde figuram cordas, nos lados norte e sul a Cruz de Cristo, no lado oeste a esfera armilar e no lado este as armas reais, sendo encimado e rematado por grinaldas. No alto, no topo do capitel, um catavento em ferro com meias esferas na base e encimado por bandeirola e pela Cruz de Cristo.
Embora se desconheça o mestre de pedraria que o edificou, ele (ou a sua escola) terá eventualmente sido responsável, por outros pelourinhos em concelhos vizinhos, uma vez que são notórias algumas semelhanças com alguns elementos dos pelourinhos de Idanha-a-Velha, Salvaterra do Extremo e Segura.

## O pelourinho na vida quotidiana de Proença-a-Velha
Símbolo dos poderes régio e concelhio, de há muito que o pelourinho de Proença constitui-se em ponto de encontro. Localizado no centro histórico da povoação, aqui se reuniam os homens que, sentados nos seus degraus, descansavam e ponham as conversas em dia.
Se, de dia, o pelourinho e a praça eram ponto de encontro dos homens, à noite o pelourinho era o ponto de encontro dos rapazes solteiros, que aqui se reuniam após regressarem da casa dos eventuais futuros sogros, cumprindo os rituais de namoro durante todas as noites da semana, exceto terças e sextas, que, por serem noites de bruxas, estavam proibidas aos namorados.
Nas noites longas e quentes dos Verões raianos, muitos eram os que, antes de se dirigirem para as suas moradas, onde em muitos casos tinham que repartir o leito com um elevado número de irmãos, se recostavam no pelourinho, acabando por dormir aqui o primeiro sono. Por isso, no outro dia, nas labutas dos campos, era comum as raparigas cantarem:
O pelourinho da Praça,
Travesseiro de quem ama,
Quantas vezes o meu amor
Lá terá feito a cama!
ou estoutra:
O pelourinho da Praça
Encosto de manganões,
De dia é para os manatas
À noite é para os ganhões.